# 刘道远
刘道远（1940年—2010年），河北安新人，中华人民共和国编辑。

## 生平
1964年9月参加工作，中国少年儿童出版社自然科学读物编辑室主任期间，参与《少年百科丛书》的编辑出版工作。曾是中国科普作家协会、中国地理学会、中国科普作家协会科学文艺委员会委员、中国科普作家协会少年儿童委员会委员；中国编辑学会少年儿童读物专业委员会和全国少儿知识读物研究会秘书长。2010年去世。